# Anatropanthus borneensis
Anatropanthus borneensis är en oleanderväxtart som beskrevs av Rudolf Schlechter. Anatropanthus borneensis ingår i släktet Anatropanthus och familjen oleanderväxter. Inga underarter finns listade i Catalogue of Life.